# Björktjärnen (Hanebo socken, Hälsingland)
Björktjärnen är en sjö i Bollnäs kommun i Hälsingland och ingår i Ljusnans huvudavrinningsområde. Den är belägen i Böle by ca nio kilometer sydost om Bollnäs centrum i den norra delen av Hanebo socken.